# Rianne Guichelaar
Rianne Dorian Guichelaar (* 16. August 1983 in Enschede) ist eine ehemalige niederländische Wasserballspielerin. Sie gewann 2008 die olympische Goldmedaille.

## Sportliche Karriere
Die 1,74 Meter große Rianne Guichelaar wurde mit der niederländischen Nationalmannschaft Neunte bei der Weltmeisterschaft 2001. Zwei Jahre später bei der Weltmeisterschaft 2003 in Barcelona schieden die Niederländerinnen erst im Viertelfinale nach Verlängerung und Fünf-Meter-Schießen gegen die Italienerinnen aus. Mit dem zehnten Platz bei der Weltmeisterschaft 2005 und dem neunten Platz bei der Weltmeisterschaft 2007 verfehlte das Nationalteam den Einzug ins Viertelfinale. 
Im Jahr darauf bei den Olympischen Spielen in Peking belegten die Niederländerinnen in ihrer Vorrundengruppe den dritten Platz hinter den Ungarinnen und den Australierinnen. Mit einem 13:11 im Viertelfinale gegen Italien und einem 8:7 gegen die Ungarinnen erreichten die Niederländerinnen das Endspiel gegen die Mannschaft aus den Vereinigten Staaten. Mit einem 9:8 im Finale gewannen die Niederländerinnen die Goldmedaille. Rianne Guichelaar wirkte in allen sechs Spielen mit. Ihr einziges Turniertor warf sie im Vorrundenspiel gegen die Australierinnen.
2009 erreichten die Niederländerinnen den fünften Platz bei der Weltmeisterschaft in Rom, nachdem sie im Viertelfinale gegen die Russinnen verloren hatten. Guichelaar erzielte im Turnierverlauf sieben Treffer.
Rianne Guichelaar spielte für den Zwem- en Poloclub Het Ravijn aus Nijverdal. Mit diesem Verein gewann sie drei niederländische Meistertitel. Beim Olympiasieg 2008 waren mit Rianne Guichelaar, Yasemin Smit und Ersatztorhüterin Meike de Nooy drei Spielerinnen von Het Ravijn dabei.